# František a Alžběta
František a Alžběta jsou pamětní stromy, které byly vysazené na Žižkově náměstí v Táboře k příležitosti uzavření sňatku císaře Františka Josefa I. a Alžběty Bavorské roku 1854. 156 let staré jírovce rostou poblíž kostela Proměnění Páně v severní části náměstí. 26. května 2011 byl František odborně ošetřen certifikovaným arboristou.